# Uczeń czarnoksiężnika (film 2008)

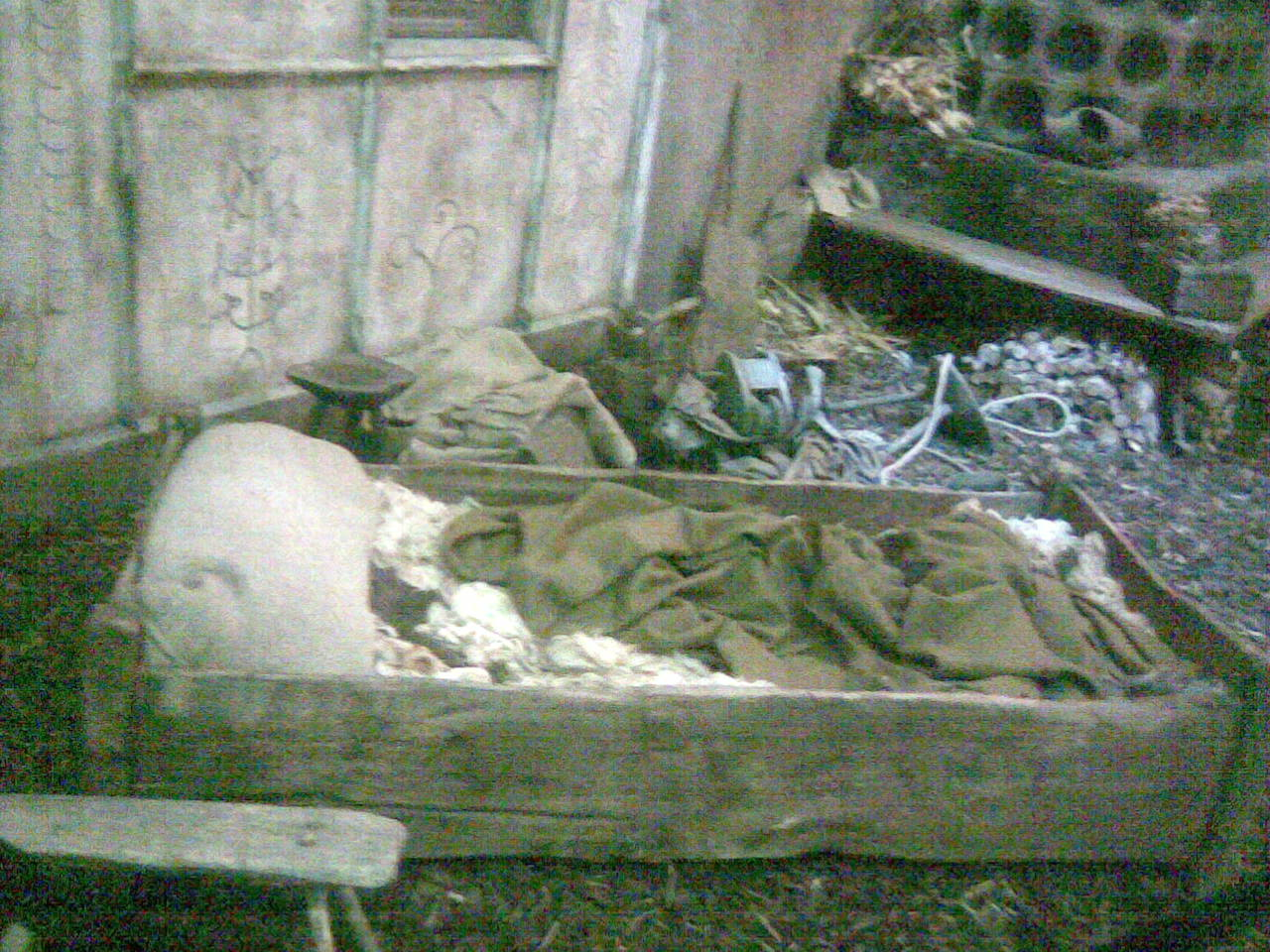
kulisa

Uczeń czarnoksiężnika – film fantasy z elementami dramatu, wyreżyserowany przez niemieckiego reżysera Marco Kreuzpaintnera według powieści Otfrieda Preusslera.

## Fabuła
XVII-wieczne Niemcy wyniszcza wojna trzydziestoletnia. Swoje żniwo zbiera także epidemia, panująca na tych terenach. W wyniku plagi czternastoletni Krabat traci rodziców i rozpoczyna tułaczkę wraz z dwoma przyjaciółmi. Pod wpływem snów opuszcza jednak swoich towarzyszy i dostaje się do młyna, w którym na ucznia przyjmuje go stary, tajemniczy młynarz. Chłopiec rozpoczyna ciężką pracę wraz z jedenastoma innymi czeladnikami, mieszkającymi tu od kilku lat. Po pewnym czasie okazuje się, że właściciel młyna jest czarnoksiężnikiem i uczy swoich podwładnych czarnej magii.

## Obsada
- David Kross - Krabat
- Daniel Brühl - Tonda
- Christian Redl - czarnoksiężnik
- Mac Steinmeier - śmierć
- Robert Stadlober - Lyschko
- Paula Kalenberg - Kantorka
- Hanno Koffler - Juro
- Charly Hübner - Michał
- Anna Thalbach - Worschula
- Tom Wlaschiha - Hanzo
- Tom Lass - Kubo
- Daniel Steiner - Petar
- Sven Hönig - Andrusch
- Moritz Grove - Merten
- Stefan Haschke - Staschko
- Daniel Fripan - Kito
- David Fischbach - Lobosch